# Oratorio di San Giovanni Battista (Milano)
L'oratorio di San Giovanni Battista era un oratorio di Milano. Situato in piazza san Simpliciano, fu demolito nel 1786.

## Storia
Una prima testimonianza scritta dell'oratorio risale al 1398 da dei documenti della parrocchia di San Simpliciano: nel XIV secolo erano presenti nella diocesi di Milano cinquantasette chiese, oratorio e monasteri dedicati a Giovanni Battista. L'oratorio è citato nuovamente in documenti risalenti al 1501.

## Architettura
Nell'oratorio venivano conservate molte reliquie, molte portate dal trasferimento dei frati provenienti da un monastero fuori porta Comasina. Le dimensioni dell'oratorio, descritte nel rogito risalente al 1501, erano di circa 16 metri di lunghezza e 9 di lunghezza.